# Théophile Alexandre Steinlen
Théophile Alexandre Steinlen (ur. 10 listopada 1859 w Lozannie, zm. 14 grudnia 1923 w Paryżu) – francuski rysownik, malarz i grafik pochodzący ze Szwajcarii, zaliczany do nurtu secesji.
Studiował na Uniwersytecie w Lozannie. Steinlen pracował jako rysownik dla wielu gazet oraz wykonywał liczne plakaty reklamowe, z których jednym z najsłynniejszych jest plakat dla paryskiego kabaretu Le Chat noir.

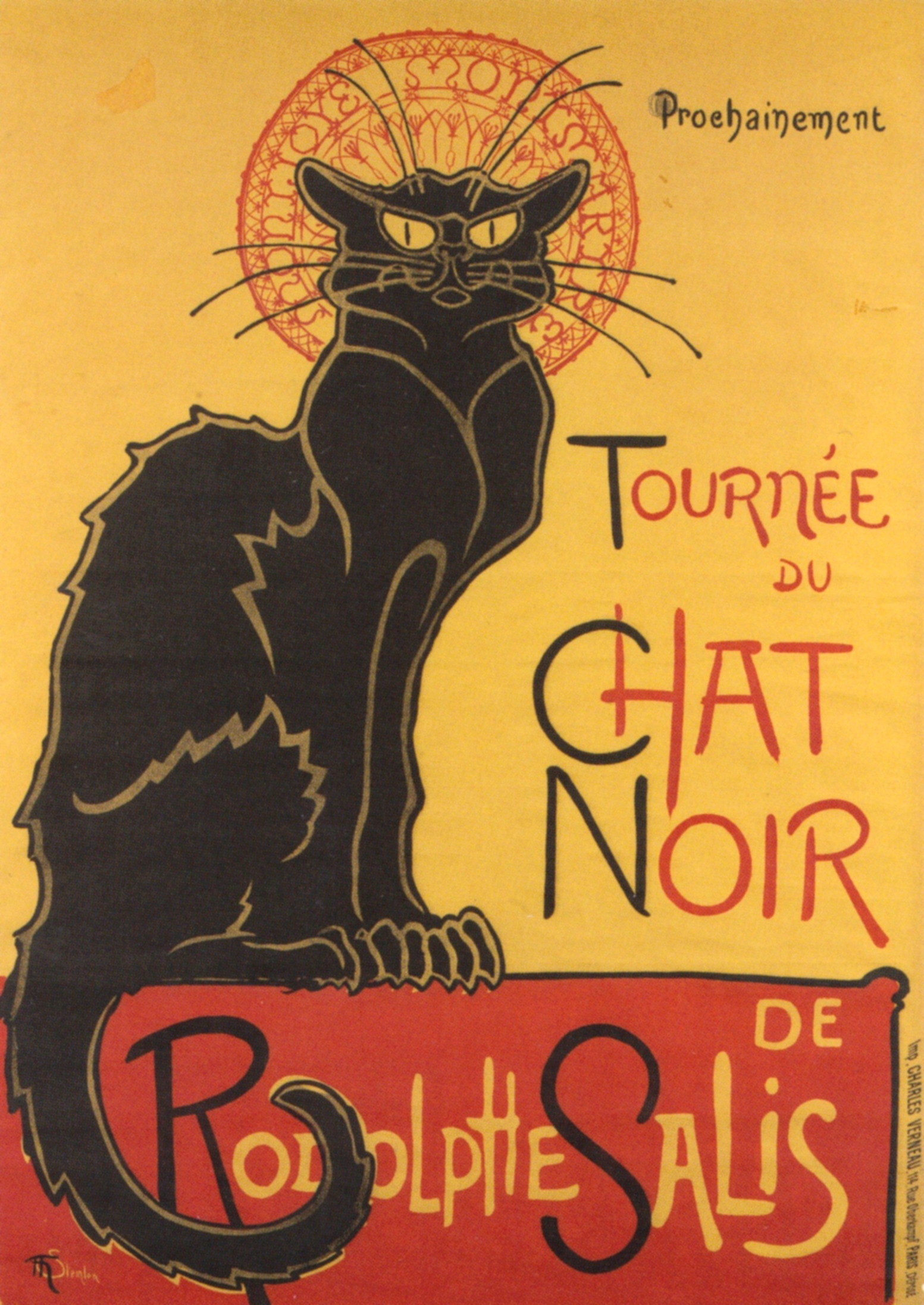
Plakat dla Le Chat noir
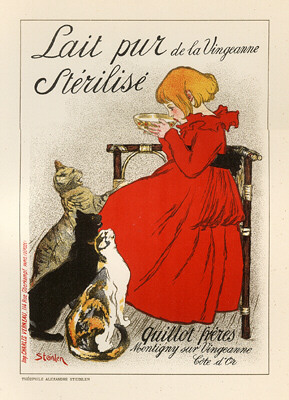
Plakat, reklamujący mleko